# لوهن
لوهن (بالألمانية: Lohn) هي إحدى بلديات كانتون شافهوزن في سويسرا. تبلغ مساحتها 4.87 كيلومتر مربع، ويٌقدر عدد سكانها بـ 757 نسمة (في 2015).

## أعلام
- كونراد بيك